# آهن‌کار

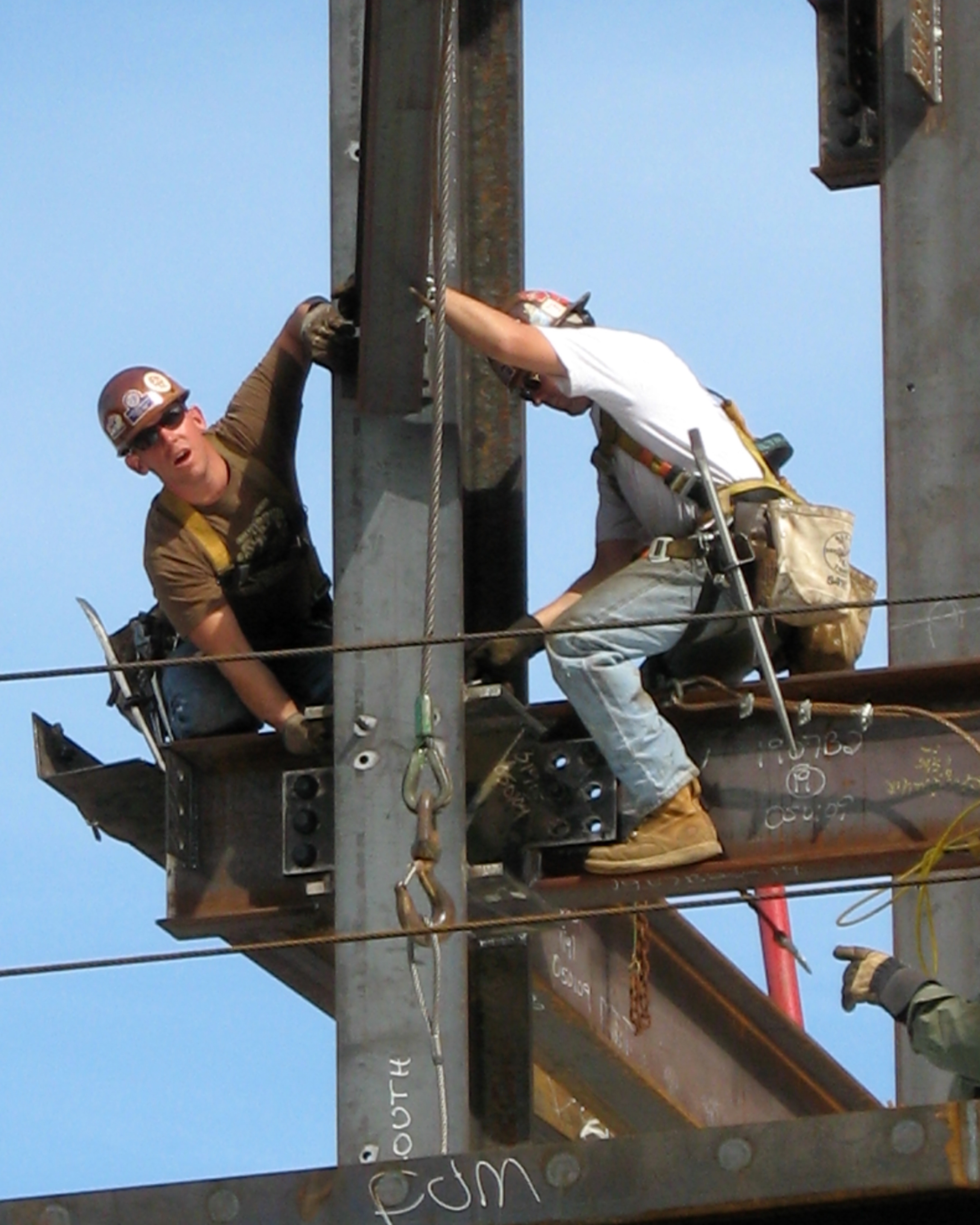
دو آهنگر در محل کار

آهنگر یک صنعتگر است که در صنعت آهن کار می‌کند. آهنگران قاب‌های سازه‌ای را مطابق با نقشه‌های مهندسی مونتاژ می‌کنند و قطعات فلزی تکیه‌گاه را برای احداث ساختمان‌های جدید نصب می‌کنند. آن‌ها همچنین با استفاده از بتن مسلح و فولاد، سازه‌های قدیمی را تعمیر و نوسازی می‌کنند. آهنگران ممکن است در کارخانه‌ها، کارخانه‌های تولید فولاد و کارخانه‌های صنایع همگانی کار کنند.
یک آهنگر سازه‌ای / زینتی، قاب‌های سازه‌های فلزی ساختمان‌های فلزی که قبلاً مهندسی شده‌اند را، ساختمان‌های یک‌طبقه و چندطبقه، استادیوم‌ها، میدان‌های مسابقات، بیمارستان‌ها، برج‌ها، توربین‌های بادی و پل‌ها را ساخته و نصب می‌کند (یا حتی برمی‌چیند). آهنگران همچنین کار تخلیه، جادادن و آرماتورهای تقویت‌کننده (میل‌گرد)، و همچنین نصب سیستم‌های پس‌کشیده را انجام می‌دهند، که هر دوی آن‌ها (میلگرد و همچنین نصب سیستم‌های پس‌کشیده)، باعث افزایش مقاومت بتن مورد استفاده در اسکله‌ها، شالوده‌های منفرد، دال‌ها، ساختمان‌ها، و پل‌ها هستند. کارگران آهنگر، عملیات بارگیری، تخلیه، نصب، و تنظیم ماشین‌آلات و تجهیزات و همچنین بالابرها، لیفتراک‌ها و بالابرهای بالاسری را انجام می‌دهند. آن‌ها، عملیات تخلیه، نصب، و بستن عرشه‌های فلزی، توری ایمنی و نرده‌های لبه‌ای را برای تسهیل روش‌های ایمنی کار انجام می‌دهند. آهنگران، ساختمان‌ها را با برپایی سیستم‌های نما و پنجره‌ها، پله‌ها و نردبان‌ها، درهای فلزی و ورق‌گذاری و نماهای آسانسور به پایان می‌رسانند. آهنگران انواع مختلفی از تعمیر و نگهداری صنعتی را نیز انجام می‌دهند.
در طول تاریخ آهنگران به‌طور عمده با آهن فرفورژه و چدن کار می‌کردند، اما امروزه آن‌ها از بسیاری از مواد مختلف از جمله فلزات آهنی و غیر آهنی، پلاستیک، شیشه، بتن و کامپوزیت استفاده می‌کنند.
آهنگران با افراد نعل‌بند، که با آهن خام کار می‌کنند، آن را شکل می‌دهند و آبدیده می‌کنند، متمایز هستند.

## تاریخچه
نجارانی که تا دههٔ ۱۸۸۰، پُل‌های چوبی می‌ساختند به ناگاه تبدیل به آهنگر شدند. این شغل، علی‌رغم مخاطراتی که دارد، به عنوان شغلی جدید و هیجان‌انگیز برای پیشگامان این حرفه در آمریکا مطرح بود. یک کارگر می‌توانست زندگی خود را بر روی سازه‌های بلند، برای حدود دو دلار در روز، به خطر بیندازد.
تولید قطعات چدن در ابعاد بزرگ‌تر و بزرگ‌تر باعث استفاده از جرثقیل‌ها شده‌است. این تجهیزات سنگین در اوایل دههٔ ۱۹۰۰ برای ساخت سازه‌ها و ساختمان‌های بلند مورد استفاده قرار می‌گرفت. آن‌ها از جرثقیل برای بالا بردن تیر ورق‌ها و شاه‌تیرهای فلزی به محل نصب استفاده می‌کردند و از پَرچ‌های مخصوص برای اتصال تیر ورق‌ها و شاه‌تیرها به ستون‌های یک سازه استفاده می‌کردند. میزان مرگ و میر افرادی که در این صنعت مشغول به کار هستند بالاترین میزان مرگ و میر در همهٔ صنایع است و آن‌ها باید خیلی خوش‌شانس باشند که ۱۰ سال بدون آسیب جدی یا کشنده در این حرفه فعالیت کنند. 

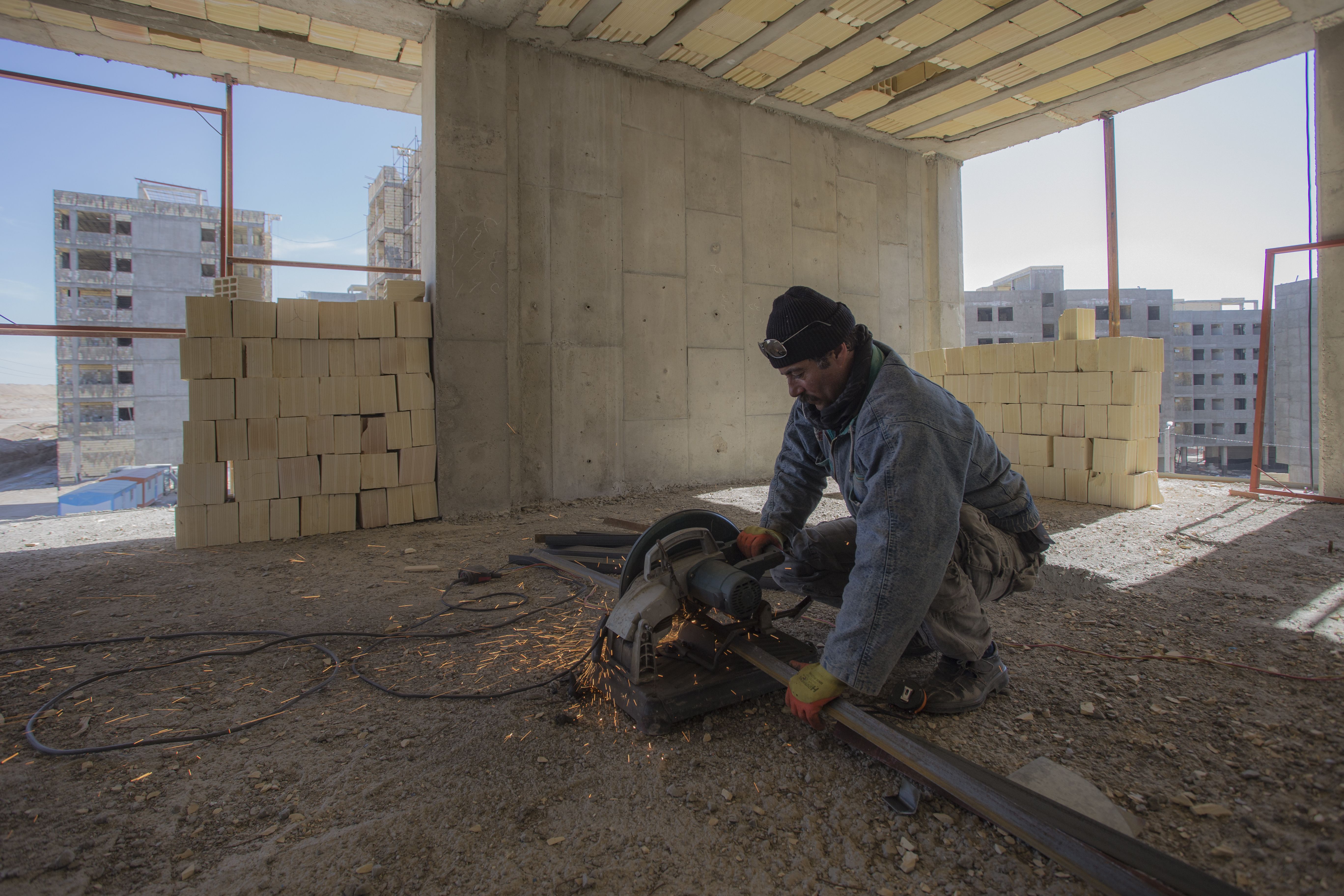
یک آهنگر ساختمانی در حال کار کردن در منطقهٔ پردیسان قم

در اواخر قرن نوزدهم، کارگران اتحادیهٔ بین‌المللی آهنگران را به دلیل نگرانی‌هایی که دربارهٔ ایمنی در هنگام کار و عدم حمایت از جانب کارفرمایان داشتند، تشکیل دادند. اولین سفارش اتحادیه این بود که ۵۰ میلیون دلار به زنان بیوهٔ آهنگران بپردازند تا بتوانند هزینه‌های مراسم خاکسپاری را بپردازند و برای جبران معاش دستمزد ۵ دلار در هفته به آهنگران معلول بدهند. با افزایش مزایای اتحادیه، در اوایل دههٔ ۱۹۰۰ اتحادیه حضور خود را با افزایش تعداد اعضا بسیار زیاد کرد. تقریباً ۱۰٬۰۰۰ کارگر از آهنگران اتحادیه در نظر گرفته شدند.
در اوایل دههٔ ۱۹۰۰، طی سومین موج بزرگ مهاجرت، دستمزد واقعی آهنگر به دلار سال ۲۰۱۰، معادل ۹٫۵۰ دلار تا ۱۲ دلار (۲۰۱۰) در ساعت (۴۰ تا ۵۰ سنت در ساعت در سال ۱۹۰۰) بود. به دنبال اِعمال سهمیهٔ مهاجرت در سال ۱۹۲۱، دستمزدها برای یک آهنگر سازه درست پیش از رکود بزرگ به ۱۷٫۵۰ دلار (۲۰۱۰) در ساعت (۱٫۳۷ دلار) رسید و دستمزد واقعی، با توجه به تورم در هنگام رکود، متعاقباً فقط ۱۰ درصد کاهش یافت و به ۱۶٫۰۰ دلار (۲۰۱۰) (۱٫۰۵ دلار)) رسید. با این حال، به دنبال تخریب زمان جنگ مجتمع‌های تولیدی - به استثنای آمریکای شمالی، دستمزد ۱۹۵۶ برای آهنگران ساختمانی، زینتی و میلگرد به ۲۷٫۳۰ دلار (۲۰۱۰) در ساعت (۳٫۴۰ دلار) رسید. در سال ۱۹۷۰، در دوران جنگ سرد، دستمزد آهنگران به ۴۴٫۸۰ دلار (۲۰۱۰) (۷٫۹۷ دلار) رسید. سپس، به دنبال سیاست مهاجرت جدید در سال ۱۹۶۵ و شروع چهارمین موج مهاجرت بزرگ، دستمزدها تا سال ۱۹۸۰، با کاهش ۱۰٪ به ۴۰٫۳۸ دلار (۲۰۱۰) ($۱۵٫۲۶) رسید و تا سال ۱۹۹۰، ۲۰٪ دیگر کاهش یافت و به ۲۹٫۹۰ دلار (۲۰۱۰) (۲۰٫۸۸ دلار) در ساعت تنزل یافت که با نرخ دستمزد دههٔ ۱۹۵۰ قابل مقایسه بود. با پایان دورهٔ جنگ سرد در ۱۹۹۱، نرخ دستمزد آهنگران از آن زمان ثابت مانده و ۲۹٫۳۰ دلار در ساعت (۲۰۱۰) (۲۴٫۱۵ دلار) در سال ۲۰۰۲ بوده‌است. در سال ۲۰۱۰، متوسط دستمزد آهنگران در اوهایو، اعم از اتحادیه و غیر اتحادیه، ۲۴٫۶۶ دلار در ساعت بود. صدک ۷۵ برای ملت ۲۹٫۵۱ دلار بود